# Cardepia subelevata
Cardepia subelevata là một loài bướm đêm trong họ Noctuidae.